# Łomik
Łomik (1267 m) – wierzchołek w grzbiecie Spaleniec w polskich Tatrach Zachodnich. Jest to wschodni z dwóch grzbietów opadających spod Sarniej Skały do Kotliny Zakopiańskiej i oddzielający Dolinę Białego od doliny Spadowiec. Łomik jest zwornikiem; grzbiet Spaleniec rozgałęzia się w nim na dwa grzbiety (obydwa o nazwie Spaleniec) obejmujące swoimi ramionami dolinę Spadowiec.
Łomik jest porośnięty lasem, ale w jego wierzchołku nad lasem wznoszą się niewielkie wapienne turnie. Nie prowadzą nim szlaki turystyczne. Znajduje się na obszarze ochrony ścisłej Regle Zakopiańskie.